# Relais 4 × 400 mètres masculin aux Jeux olympiques d'été de 1972
Navigation
Mexico 1968 Montréal 1976
L'épreuve du relais 4 × 400 mètres masculin aux Jeux olympiques de 1972 s'est déroulée les 9 et 10 septembre 1972 au Stade olympique de Munich, en République fédérale d'Allemagne.  Elle est remportée par l'équipe du Kenya (Charles Asati, Hezahiah Nyamau, Robert Ouko et Julius Sang).

## Résultats

### Finale
| Rang               | Athlète                                                            | Pays                 | Temps        |
| ------------------ | ------------------------------------------------------------------ | -------------------- | ------------ |
| Médaille d'or      | Charles Asati Hezahiah Nyamau Robert Ouko Julius Sang              | Kenya                | 2 min 59 s 8 |
| Médaille d'argent  | Martin Reynolds Alan Pascoe David Hemery David Jenkins             | Grande-Bretagne      | 3 min 0 s 5  |
| Médaille de bronze | Gilles Bertould Daniel Velasques Francis Kerbiriou Jacques Carette | France               | 3 min 0 s 7  |
| 4                  | Bernd Herrmann Horst-Rüdiger Schlöske Hermann Köhler Karl Honz     | Allemagne de l'Ouest | 3 min 0 s 9  |
| 5                  | Jan Werner Jan Balachowski Zbigniew Jaremski Andrzej Badeński      | Pologne              | 3 min 1 s 1  |
| 6                  | Stig Lönnqvist Ari Salin Ossi Karttunen Markku Kukkoaho            | Finlande             | 3 min 1 s 1  |
| 7                  | Eric Carlgren Anders Faager Kenth Öhman Ulf Rönner                 | Suède                | 3 min 2 s 6  |
| 8                  | Arthur Cooper Pat Marshall Charles Joseph Edwin Roberts            | Trinité-et-Tobago    | 3 min 3 s 6  |

## Légende
Records et Performances
- AR : Record continental (area record)
- CR : Record des championnats (championship record)
- MR : Record du meeting (meet record)
- NR : Record national (national record)
- OR : Record olympique (olympic record)
- PR : Record paralympique (paralympic record)
- PB : Record personnel (personal best)
- SB : Meilleure performance personnelle de la saison (season's best)
- WL : Meilleure performance mondiale de l'année (world leader)
- WJR : Record du monde junior (world junior record)
- WR : Record du monde (world record)

Circonstances et Conditions
- DNF : N'a pas terminé (did not finish)
- DNS : N'a pas pris le départ (did not start)
- DQ : Disqualification (disqualification)
- NM : Aucun essai valable enregistré (No Mark)
- Q : Qualifié « directement » au prochain tour (ou à la prochaine compétition), lors d'une compétition majeure, grâce au classement ou à la réalisation des minima (automatic qualifier)
- q : Qualifié au prochain tour (ou à la prochaine compétition), lors d'une compétition majeure, grâce au repêchage ou à la réalisation de l'une des meilleures performances parmi celles des « non qualifiés directement » (grâce au meilleur temps ou à la meilleure distance par exemple) (secondary qualifier)